# Dům U skleněné věže (Hradec Králové)
 Dům U skleněné věže (Dukelská čp. 21) je dům na Pražském Předměstí v Hradci Králové, který je znám též pod označením Obchodní a obytný dům firmy Vlček, případně Skleněná věž u Vlčků.

## Stavební popis
Průčelí tohoto rohového domu se střešní terasou v úrovni 4. patra bylo pojato v tehdejší Husově ulici tak jednoduše, že celkový výraz společně s až symbolickým prvkem rohové skleněné reklamní věže, po soumraku svítící do noci jak svébytný maják (její prosvětlení a osvětlení nainstaloval královéhradecký podnik Eram), představuje vznešeně prostou tvorbu Adolfa Loose.

## Historie
Tato pozoruhodná realizace obytného a obchodního domu zvaného „U skleněné věže“, který pro obchodníka a výběrčího obecní dávky z lihovin Karla Vlčka navrhl místní funkcionalistický projektant Josef Fňouk, pochází z roku 1929. Zde je třeba zmínit, že zatímco po celém okolí řádila 4. července 1929 velká vichřice, jež za sebou nechávala ohromnou spoušť, měla Vlčkova novostavba velké štěstí, protože lešení u domu zůstalo neporušeno a také na samotném objektu nevznikla žádná škoda. V roce 1933 byl dům přestavěn do dnešní podoby podle architekta Václava Placáka. O 3 roky později obdržel Karel Vlček povolení k používání nově zřízených dílen.

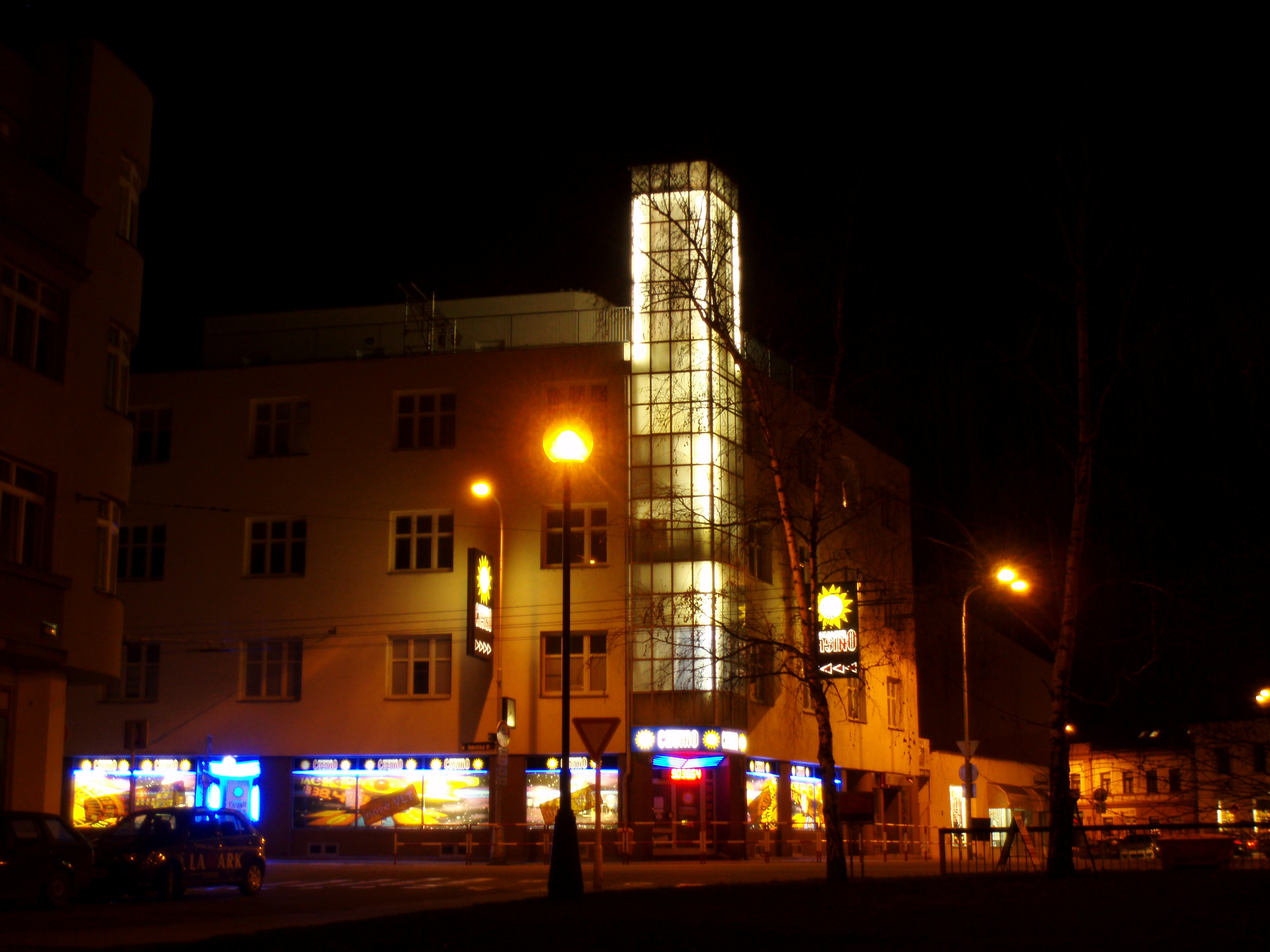
Dům U skleněné věže v noci

V prodejních prostorách domu se vystřídala řada prodávaného sortimentu. Od likérů, punče, rumu a vína pana Vlčka, přes potraviny, elektro a speciální prodejnu televizorů, otevřenou 21. září 1957 Královéhradeckým obchodem potřebami pro domácnost, až po dlouho prodávaný sortiment skla a porcelánu. Od 1. ledna 1934 zde sídlil zubní technik Bedřich Polák. Navíc tu v 60. letech fungovala sběrna pro broušení společně s opravnou zámků a klíčů všech druhů.
Koncem 80. let 20. století měl dům to štěstí, že byl zachován, protože v jeho sousedství se začalo bourat a v těchto místech mělo postavit bytové družstvo Vítězný únor nové obytné domy v přízemí s prodejnami a občerstvením. Původně se dokonce počítalo s tím, že by stál u Skleněné věže dům služeb. Nápad s jejím zbouráním se však objevil již na přelomu 50. a 60. let. Roku 1985 zaznamenala Skleněná věž kvalitativních změn, které si objednal městský bytový podnik. V současné době je zde herna.